# Apagomerina faceta
Apagomerina faceta là một loài bọ cánh cứng trong họ Cerambycidae.